# دونوفان ويبستر
دونوفان ويبستر (بالإنجليزية: Donovan Webster)‏ هو صحفي أمريكي، ولد في 13 يناير 1959، وتوفي في 4 يوليو 2018.